# Céline Cousteau
Pour les articles homonymes, voir Cousteau et Famille Cousteau.
Céline Cousteau, née le 6 juin 1972, est une cinéaste documentariste américaine. Elle est la petite-fille de l'explorateur océanographique Jacques-Yves Cousteau (1910-1997) et la fille de Jean-Michel Cousteau. Elle est aussi l'épouse du cadreur australien Çapkin van Alphen.
En septembre 2020, elle publie Le Monde après mon grand-père chez Fayard.

## Filmographie
- 2012 : Scars of Freedom (court métrage documentaire)
- 2019 : Tribes on the Edge (documentaire)